# Orlando Viegas
Orlando Mendes Viegas (Catió, 26 de junho de 1960) é um político guineense antigo ministro da Guiné Bissau.

## Biografia
Licenciado em Ciências Agro-Económicas pela Universidade Agrária Estatal de Taskente (Ex-URSS), em 1992. Dirigente e membro da Comissão Executiva do PRS. Foi presidente da Câmara Municipal de Bissau, em 2002/2003. Foi ministro dos Transportes e das Telecomunicações. Deputado da Nação da IX legislatura. Exerceu a função do Secretário de Estado do Tesouro, no executivo de Baciro Djá e Ministro das Pescas no executivo liderado por Umaro Sissoco Embaló.